# Карасёва, Наталья Владимировна
Наталья Владимировна Карасёва (30 апреля 1977 года) — российская футболистка, защитница, футбольный тренер.

## Биография
Воспитанница детско-юношеской спортивной школы № 2 города Донецка Ростовской области (тренер А. В. Уваров). В чемпионате России выступала за команды «Кубаночка», «Энергия» (Воронеж), СКА (Ростов-на-Дону), «Лада», ШВСМ-Измайлово и «Россиянка». Играла в чемпионате Казахстана за «Алма-КТЖ». За сборную России выступила на чемпионате мира 1999 года, сыграв все 4 матча, забила единственный за сборную гол в матче против сборной Японии (победа 5:0). Была в заявке на чемпионат Европы 2001 года.
С 2012 года входила в тренерский штаб клуба «Дончанка». В 2013 году выводила команду на поле в роли исполняющего обязанности главного тренера, позднее утверждена главным тренером на постоянной основе. Неоднократная чемпионка и призёр первого дивизиона России. В 2013 и 2017 годах «Дончанка» под её руководством выступала в высшем дивизионе. В 2021 году на базе «Дончанки» был сформирован клуб «Ростов» и Карасёва продолжила работать главным тренером в новом клубе до окончания сезона 2023, после чего стала главным тренером «Рязани-ВДВ», а бывший тренер «Рязани-ВДВ» Игорь Гаврилин стал новым тренером «Ростова».